# Methodist Church
Die Methodist Church (ohne Namenszusatz; deutscher Name: Methodistenkirche) war von 1939 bis 1968 eine internationale methodistische Kirche.
Die Methodistenkirche (MK) entstand 1939 als Zusammenschluss von Bischöflicher Methodistenkirche (BMK, 1784–1939), Bischöflicher Methodistenkirche des Südens (BMKS, 1845–1939) und des größten Teils der Methodist Protestant Church (Methodistisch-protestantischen Kirche, 1830–1939). Die Vereinigung fand vom 26. April bis 10. Mai 1939 in Kansas City, MO (USA) statt.
Die Methodistenkirche gehörte zu den direkten Vorgängerinnen der Evangelisch-methodistischen Kirche.